# Hollywood Foreign Press Association

Logo de la HFPA.

La Hollywood Foreign Press Association ou HFPA (en français : Association hollywoodienne de la presse étrangère) est une organisation regroupant des journalistes spécialisés dans le cinéma américain mais dépendant de publications étrangères aux États-Unis. 
Fondée en 1943 par un correspondant du quotidien britannique le Daily Mail, son but premier est la promotion des productions hollywoodiennes (cinéma et télévision) dans le monde entier. Ses membres votent et décident chaque année des nominations et attributions des Golden Globes, récompensant les productions de l'année précédente.
En 2022, la HFPA compte 200 membres dans son corps de votants.

## Critiques

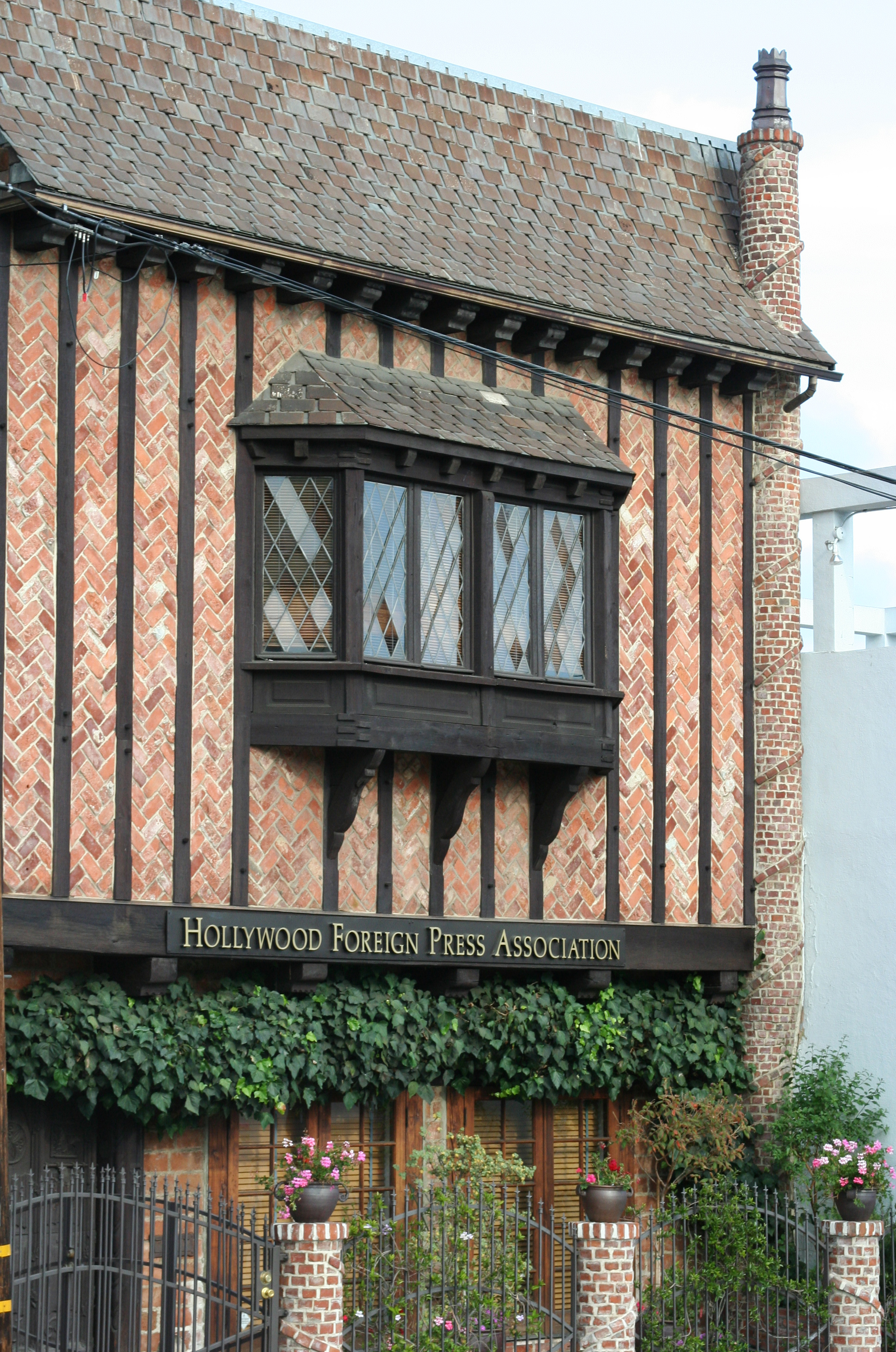
Façade de la Hollywood Foreign Press Association dans West Hollywood en 2009.

Selon le New York Times, la HFPA fonctionne comme un club privé n'admettant pas plus de cinq nouveaux membres par an, et bien plus souvent un seul. Un seul membre peut bloquer la candidature d'un nouveau, ce qui rend les conditions d'accès très difficiles. L'association ne représente pas certaines publications de renommée internationale comme Le Monde ou le Times de Londres. Ce reproche est d'autant appuyé que l'association ne comporte que peu de membres (95 en 2009). On fit remarquer que les Golden Globes sont un indicateur permettant de savoir quels sont les films qui peuvent triompher lors de la saison des récompenses cinématographiques, concrétisés par les Oscars. Même si à ce jour, seule Lisa Lu est la seule membre de la HFPA à faire partie de l'Academy of Motion Picture Arts and Sciences (qui ne dispose pas d'une branche pour critiques ou journalistes néanmoins mais accepte les membres étrangers).
Critiquée régulièrement dans ses choix (les films favoris de la critique boudés, le distinguo Comédie/Drame parfois ambigu, les nominations du très éreinté The Tourist…), la HFPA a également été soupçonnée de céder au lobbying intense de studios ou d'artistes concernant les nominations ou les récompenses. En 1982, elle a été sérieusement mise en cause après que l'on eut appris que l'attribution de la récompense à la chanteuse-comédienne Pia Zadora (Golden Globe de la révélation de l'année) avait été précédée d'un séjour à Las Vegas offert aux membres de la HFPA par le mari de celle-ci, le producteur Meshulam Riklis.
En 1999, les membres de la HFPA ont été contraints de renvoyer les montres luxueuses offertes par l'actrice Sharon Stone afin de promouvoir sa prestation dans La Muse.